# Carlota Sofia de Saxònia-Coburg Saafeld
Carlota Sofia de Saxònia-Coburg Saafeld - Charlotte Sophie von Sachsen-Coburg-Saalfeld (alemany) - (Coburg, 24 de setembre de 1731 - Schwerin, 2 d'agost de 1810) era la filla gran del duc Francesc Josias (1697-1764) i d'Anna Sofia de Schwarzburg-Rudolstadt (1700-1780), filla de Lluís Frederic I. El 13 de maig de 1755 es va casar a Schwerin amb el príncep Lluís de Mecklenburg-Schwerin (1725-1778), fill de Cristià Lluís II
(1683-1756) i de Gustava Carolina de Mecklenburg-Strelitz (1694-1748). El matrimoni va tenir dos fills:
- Frederic Francesc I (1756-1837), casat amb la princesa Lluïsa de Saxònia-Gotha (1756-1808).
- Sofia Frederica (1758-1794), casada amb el príncep  Frederic de Dinamarca (1753-1805).